# Bandırma
Bandırma (grec: Πάνορμος Panormos) és una ciutat de Turquia a la regió de la Màrmara, capital del districte homònim a la Província de Balıkesir, situada prop de l'antiga Cízic. Té una població de 110.000 habitants (2007).
Els llatins la van fortificar el 1205 i la van utilitzar com a base contra els grecs amb el nom de Palorme (del grec Panormos). Va passar als otomans al segle xiv i fou inclosa al sandjak de Karasi. El 1874 fou quasi destruïda per un incendi. El 1922 fou bombardejada i destruïda i la població grega i armenia que era la majoria va desaparèixer substituïda per turcs que avui formen la totalitat de la població.